# Station spatiale Freedom
 (octobre 2024).
Si vous disposez d'ouvrages ou d'articles de référence ou si vous connaissez des sites web de qualité traitant du thème abordé ici, merci de compléter l'article en donnant les références utiles à sa vérifiabilité et en les liant à la section « Notes et références ».
La station spatiale Freedom (en anglais : Space Station Freedom) était un projet de station spatiale multinationale permanente en orbite terrestre basse mené par la NASA entre 1984 et 1993. Elle est approuvée par le président Ronald Reagan puis annoncée au public à l'occasion du discours sur l'état de l'Union de 1984, mais ce projet ambitieux fait face à des coupes budgétaires importantes et à des retards multiples.
Au moment où le projet est annulé, la NASA avait déjà investi 11 milliards de dollars dans Freedom. Ces travaux sont réutilisés lorsque le projet de l'ISS est mis en place. Dans le projet originel, la station était gérée de manière partagée par les quatre agences spatiales nationales impliquées : la NASA (États-Unis), la NASDA (Japon), l'ASE (Europe) et l'ASC (Canada). Ces mêmes agences spatiales sont également celles qui participent à la création du segment orbital américain de l'ISS.

## Historique

### Contexte et annonce

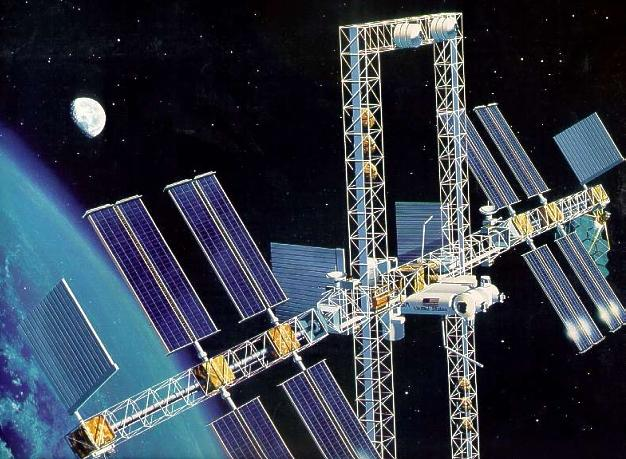
Un des concepts proposé pour la station spatiale.

Alors que le programme Apollo s’essouffle à la fin des années 1960, le gouvernement américain est à la recherche d'une suite pour son programme spatial. Parmi les nombreuses propositions avancées, d'ampleurs et d'objets différents, trois thèmes majeurs se distinguent. Le premier d’entre eux était la mission habitée vers Mars, qui utiliserait des technologies similaires à celles utilisés pour aller sur la Lune. La deuxième est une station spatiale permanente, qui permettrait de servir de base logistique à une future éventuelle mission vers Mars et de laboratoire de recherche pour les scientifiques. La troisième est un véhicule de transport d'astronautes et d'équipements à destination de cette station moins coûteux et plus efficace que les navettes spatiales existantes.
Au début des années 1970, le vice-président Spiro Agnew présente ces trois projets au président Richard Nixon, qui fait alors face à un important déficit du budget fédéral. Nixon lui demande alors d’en choisir un seul. Après de nombreux débats, la NASA décide de privilégier le développement du nouveau véhicule spatial. D'après les scientifiques de la NASA, cette navette aurait un coût de lancement réduit et rendrait la construction de la station moins coûteuse.
En avril 1983, le président Ronald Reagan demande que soit établi un projet de station spatiale par la NASA, peu après que la nouvelle navette spatiale ait été achevée. James M. Beggs, alors administrateur de la NASA, la considère comme la « prochaine étape logique » dans la conquête de l'espace. D'une certaine manière, elle était également la réponse américaine à la station soviétique Mir.
La NASA prévoyait que la station ait des missions diverses : un atelier de réparation orbital pour les satellites, un point d'assemblage d'engins spatiaux, un poste d'observation pour les astronautes ainsi qu'un laboratoire de microgravité pour les scientifiques et pour les entreprises.
Le 25 janvier 1984, lors de son discours annuel sur l'état de l'Union, Reagan annonce sa volonté d'entreprendre la construction de la station en collaboration avec plusieurs autres agences spatiales nationales. Il déclare à ce sujet : « Nous pouvons poursuivre nos rêves vers des étoiles lointaines, vivre et travailler dans l'espace pour des gains économiques et scientifiques pacifiques ». Son coût est alors estimé à huit milliards de dollars.

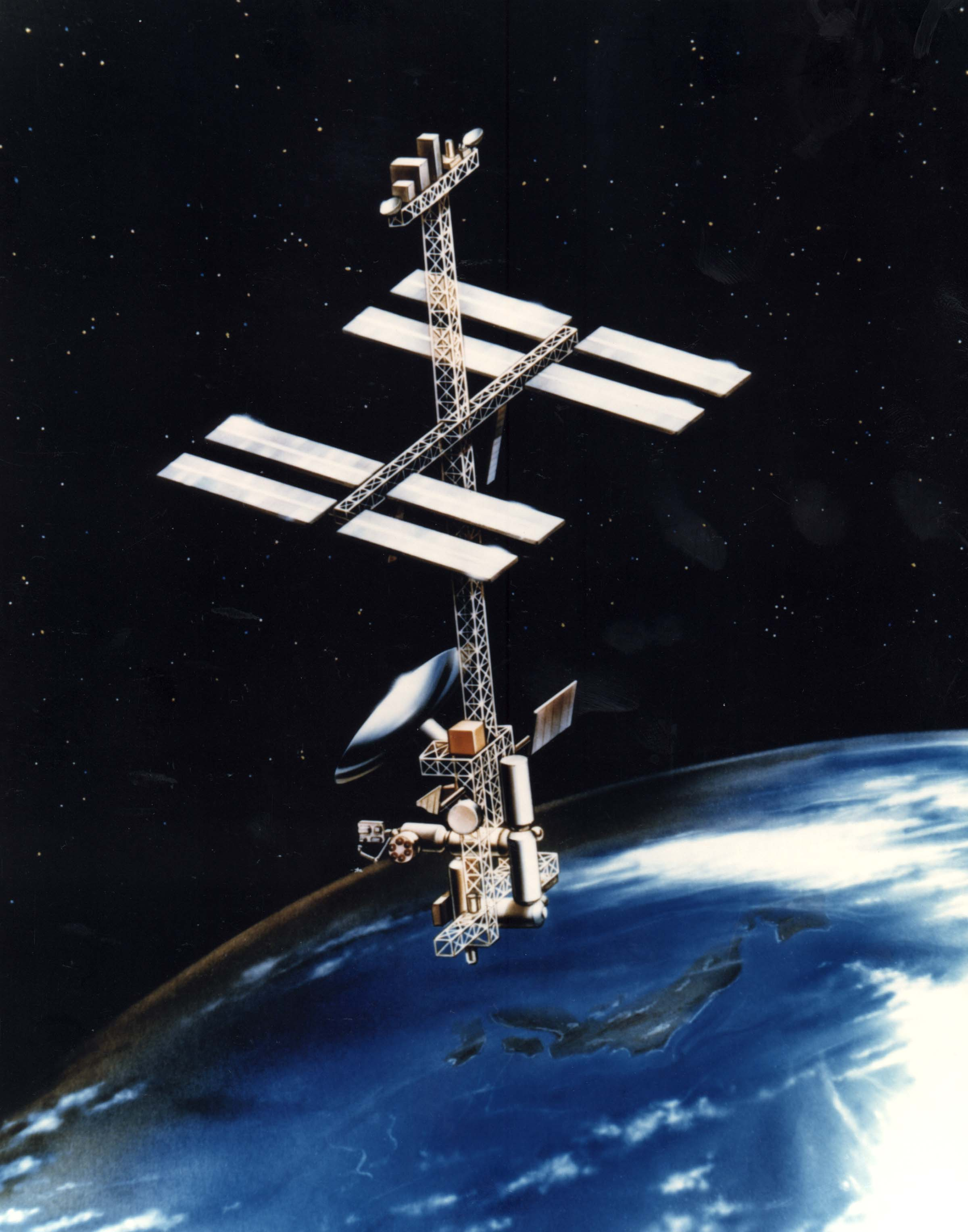
La Power Tower en 1985.

### Power Tower(1984)

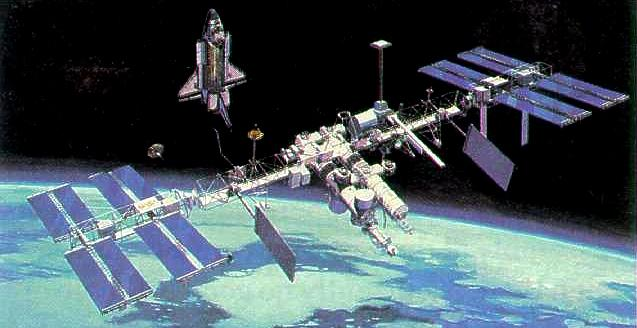
Le concept revisité (1987).

En avril 1984, le bureau dédié au projet de station spatiale est créé au Centre spatial Lyndon B. Johnson. Il propose une première configuration de la station qui sert par la suite de référence. Elle est alors nommée « Power Tower », et dispose d'une longue armature centrale aux extrémités de laquelle se trouve la majeure partie de la masse. Cette disposition fournirait une stabilisation par gradient de gravité suffisante pour maintenir la station dans le bon sens, avec les relais de communication pointés vers la Terre. La plupart des représentations de la station comprenaient un groupe de modules à l'extrémité inférieure et un ensemble de panneaux solaires articulés à l'extrémité supérieure.
Le 31 janvier 1985, l'Agence spatiale européenne s'associe au projet, puis est suivie par le Canada le 16 avril et le Japon le 9 mai. Le 28 janvier 1986, la navette spatiale Challenger explose en vol, ce qui entraîne un retard considérable de tous les projets de la NASA et une refonte complète du programme spatial. Le 20 août 1986, le projet est réévalué à 10,9 milliards de dollars.

### Concept revisité (1987)
Fin 1986, la NASA mène une étude sur de nouvelles options de configuration afin de réduire les coûts de développement. Parmi les options étudiées, la création d'une station de type Skylab ou encore le développement d'une station à double quille. L'étude conclut que le deuxième projet était viable et qu'il pouvait réduire les coûts de développement et d'assemblage. Ce concept revisité devient la nouvelle référence. Son coût de développement est alors estimé à 15,3 milliards de dollars. Cette revisite est approuvée par le National Research Council en septembre 1987, qui recommande que les objectifs nationaux à long terme soient étudiés avant de s'engager concrètement dans un tel projet.
De 1986 à 1987, plusieurs autres études sont menées sur l'avenir du programme spatial américain. Les conclusions des différents rapports sont prises en compte dans le projet au fur et à mesure. L'une de ces études proposait de caler cinq vols par navette entre la Terre et la station chaque année, d'avoir quatre membres d'équipage en simultané et que chacun d'entre eux puisse rester jusqu'à 180 jours.
En conséquence des différentes études réalisées, le coût de la station est estimé entre 13 et 24,5 milliards de dollars en 1987.

### DeFreedom(1988) àAlpha(1993)

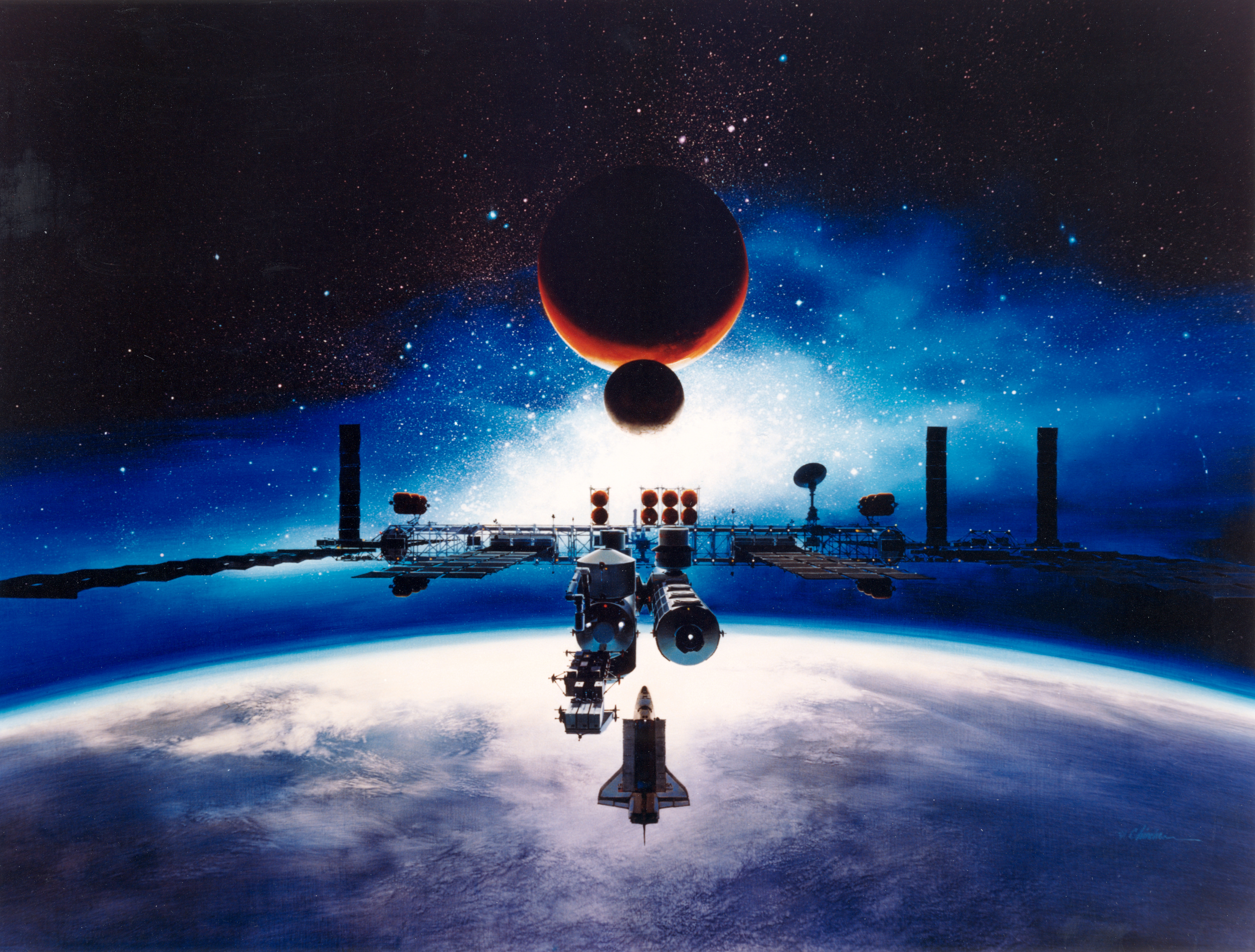
Vue d’artiste de la station spatiale Freedom.

Le 16 juillet 1988, le président Ronald Reagan renomme la station en Freedom (en français : « Liberté »). La NASA signe les premiers contrats de développement de la station spatiale en septembre 1988, date à laquelle le projet se concrétise à travers la fabrication des premiers modules.
La conception de Freedom est légèrement modifiée en 1989 après que le budget du programme pour l'année 1990 ait été réduit de 2,05 à 1,75 milliard de dollars. C'est également à ce moment que les chercheurs se rendent compte que la structure est 23 % plus lourde que prévu, qu'elle dépasse le budget accordé, que son assemblage est bien trop complexe et qu'elle ne pouvait pas fournir assez d'électricité à ses futurs utilisateurs. Le Congrès des États-Unis exige en conséquence une nouvelle refonte du projet en octobre 1990, et demande de nouvelles réductions de coûts. La NASA dévoile son nouveau plan en mars 1991.
Les coupes budgétaires répétées forcent le report du premier lancement à mars 1995, soit un an plus tard que prévu initialement. La station serait habitable dès juin 1997 et totalement achevée en février 1998.
En 1993, après de nouveaux appels pour que la station soit à nouveau repensée afin de réduire les coûts et de mieux faire participer les autres agences spatiales. Parmi les quatre nouveaux projets proposés, la station spatiale « Alpha » est retenue,. D'après ses concepteurs, elle utiliserait 75 % des ressources initialement nécessaires au développement de Freedom.

### Transition vers la Station spatiale internationale

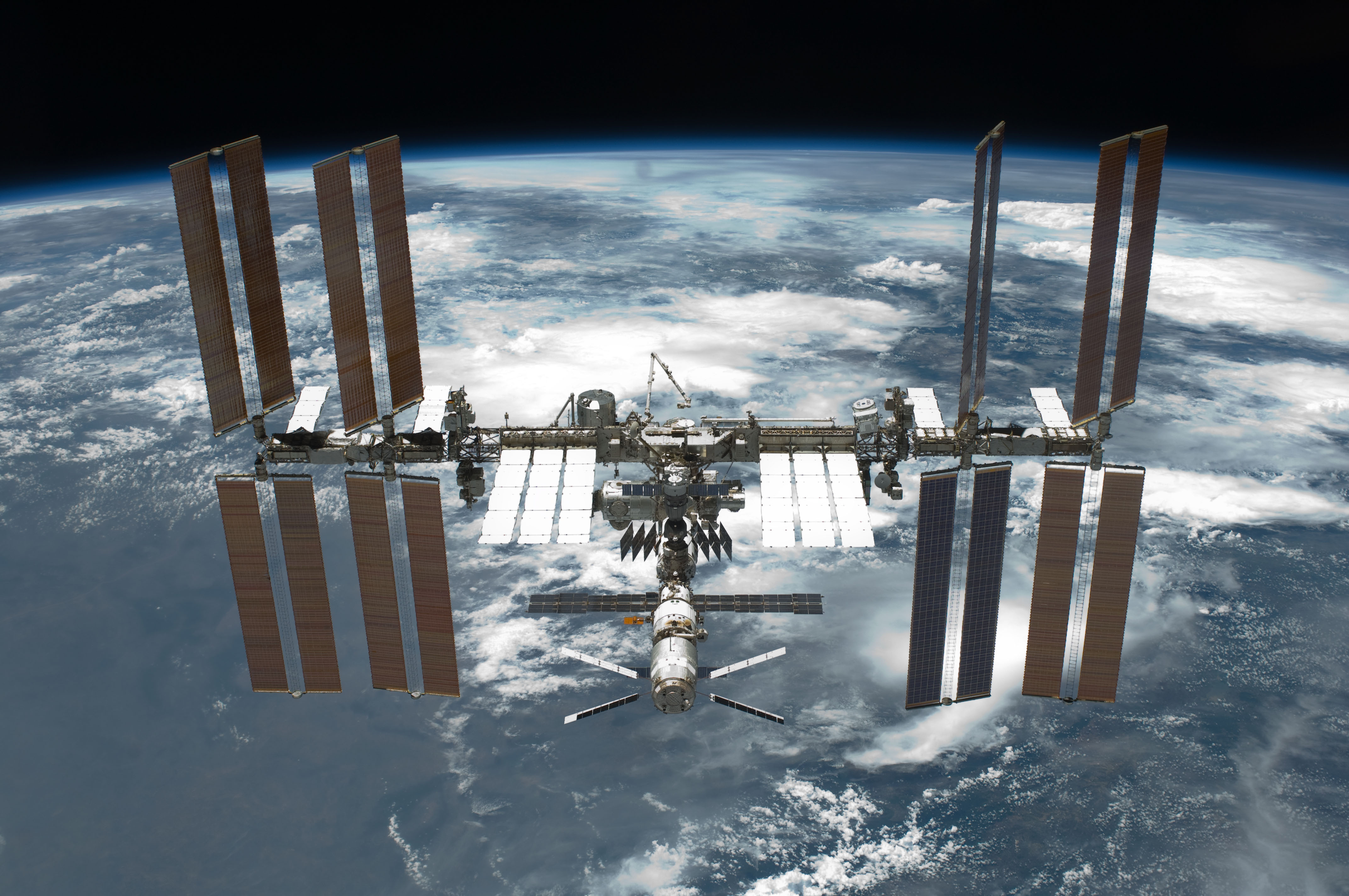
La Station spatiale internationale en 2011.

En 1993, les stations Freedom et Mir-2 ainsi que les modules européens et japonais sont incorporés dans le projet de Station spatiale internationale Alpha (ISSA). L'appellation Alpha est abandonnée en interne début 1995. La même année, l'équipement destiné à faire partie de Freedom puis d'Alpha qui avait déjà été conçu et construit ou était en cours de développement, soit environ 10 % des pièces, est incorporé au projet de l'ISS.
Courant 1993, l'administration Clinton annonce le transfert du projet de station spatiale de Freedom à l'ISS. L'administrateur de la NASA Daniel Goldin supervise l'intégration de la Russie au projet. Pour tenir compte des budgets réduits, la superficie de la station est réduite de 47 à 33 m2 et les fonctions de la station sont restreintes. Le premier composant de l'ISS est mis en orbite en 1998, et les premiers astronautes à y vivre arrivent en novembre 2000.